# Algua
Algua (lombardul: Àlgua) település Olaszországban, Lombardia régióban, Bergamo megyében. Lakosainak száma 675 fő (2023. január 1.). Algua Aviatico, Serina, Bracca, Selvino, San Pellegrino Terme, Nembro, Costa Serina és Zogno községekkel határos.

## Népesség
A település népességének változása:
| Lakosok száma | 674  | 673  | 675  |
|               | 2017 | 2018 | 2023 |